# Illa Kefken
L'illa Kefken (turc: Kefken Adası) és una illa situada davant de la costa del mar Negre de Turquia, a poca distància del poble costaner de Cebeci, al districte de Kandıra i la província de Kocaeli.
Té una superfície de 21 hectàrees i una ràtio de llargada amplada d'aproximadament 4:1.

## Història
Durant l'era grega i romana, l'illa fou coneguda com a Dafnúsia (Δαφνουσία), Apol·lònia (Ἀπολλωνία), Tínies (Θυνιάς), Thiní (Θυνή), Thinís (Θυνίς) o Thiniís (Θυνηίς). Aquest últim nou deriva de la paraula grega antiga Θύνος (Thinos), que vol dir 'tonyina', i possiblement del nom dels tinis, una tribu d'origen traci que vivia a la costa de Bitínia. És esmentada pel geògraf Ptolemeu (5.14.1), Plini el Vell (5.32), Estrabó i el Periple del Pont Euxí. El nom de «Dafnúsia» és citat per Ptolemeu, mentre que «Tínies» és esmentat pel mateix Ptolemeu, Plini, Estrabó i Esteve de Bizanci. Aquest últim també recull els altres noms citats més amunt.
Les Argonàutiques i les Argonàutiques d'Orfeu, dos poemes èpics sobre els argonautes, també mencionen l'illa.
Malgrat que la població de l'illa mai no arribà a convertir-se en ciutat, passats els segles esdevingué un bisbat. Aquest fet es degué produir en una etapa relativament tardana, car el Sinékdimos no ho recull. La primera de les Notitiae Episcopatuum en les quals apareix, encara amb el nom de «Dafnúsia», és una de principis del segle x atribuïda a l'emperador romà d'Orient Lleó VI el Filòsof. L'Església Ortodoxa Grega venera com a bisbe màrtir de Dafnúsia un cert Saba del qual no se sap res més, mentre que les fonts supervivents indiquen que Lleó participà en el Concili de Constantinoble del 869, en el qual manifestà el seu penediment d'haver abandonat Ignasi de Constantinoble en favor de Foci, i que el seu successor Antoni estava al Concili del 879, que tornà a instal·lar Foci. Dafnúsia ja no és una diòcesi residencial, sinó que l'Església Catòlica la considera una diòcesi titular.
El 1261, la flota llatina estava ocupada assetjant l'illa quan el general nicè Aleix Estrategopul prengué Constantinoble en nom de Miquel VIII Paleòleg i posà fi així a l'Imperi Llatí.
El 1915 s'hi produí una batalla naval entre russos i otomans que acabà amb una victòria russa.

## Paisatge actual
L'illa disposa de llargues esculleres que ofereixen un port segur als vaixells.
Un far inaugurat l'1 de gener del 1879 té un abast de 14 milles nàutiques. Cadascuna de les dues esculleres té un far més petit.
S'hi poden veure les muralles d'una fortalesa dels períodes hel·lenístic i genovès, així com diversos pous i cisternes per recollir l'aigua de la pluja.